# Landkreis Dingolfing-Landau

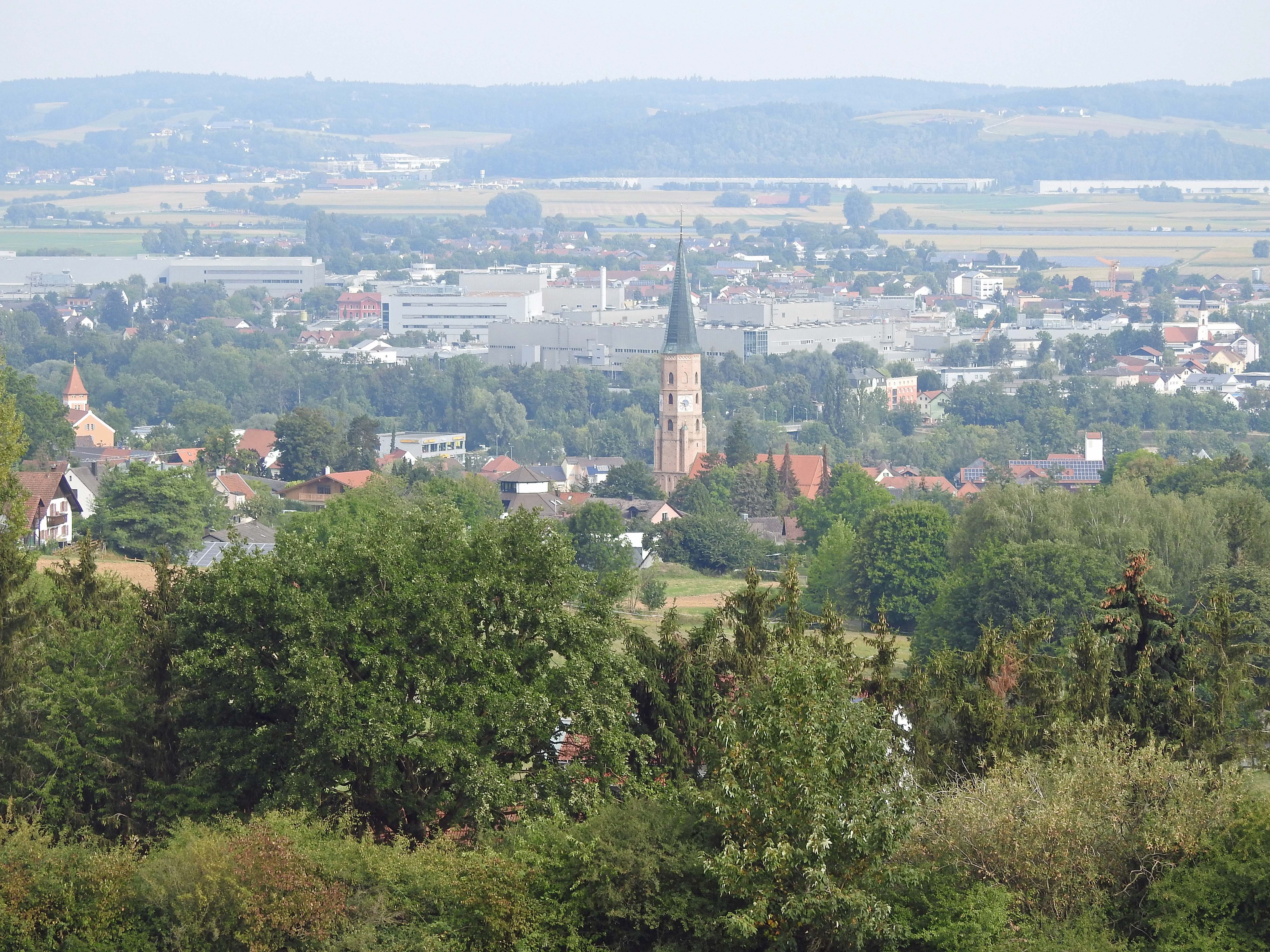
Kreisstadt Dingolfing

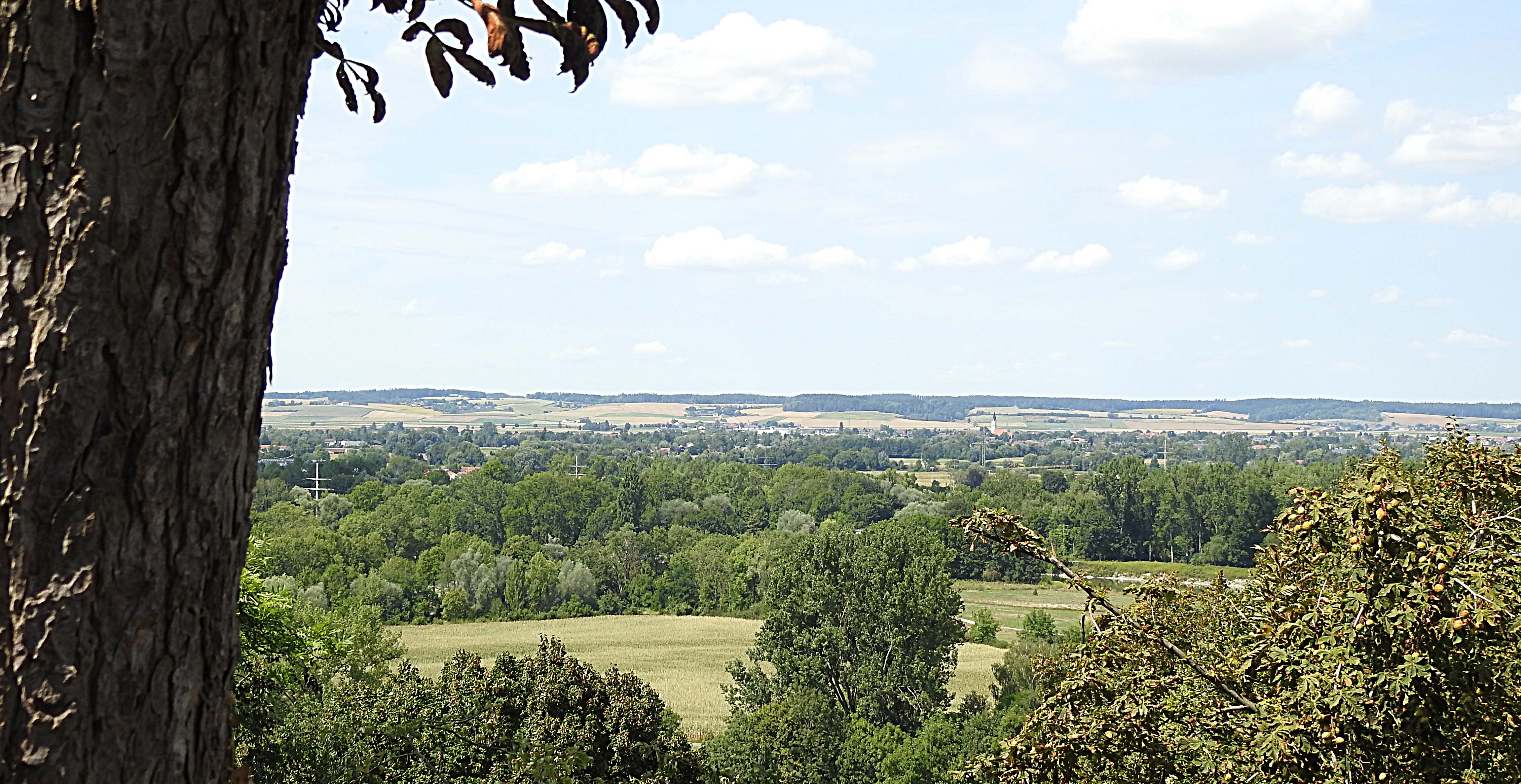
Blick vom Landauer Schloss über das Isartal

Der Landkreis Dingolfing-Landau liegt in der westlichen Mitte des bayerischen Regierungsbezirks Niederbayern. Der Verwaltungssitz befindet sich in Dingolfing.

## Geographie

### Lage
Der Landkreis Dingolfing-Landau wird von West nach Ost von der Isar durchzogen. Im Norden der Isar liegt das Aitrachtal und südlich das Vilstal. Alle drei Flüsse sind rechte Nebenflüsse der Donau, die außerhalb des Kreisgebietes münden. Die Landschaft im Kreisgebiet ist flach und teilweise hügelig und erreicht im Süden Höhen bis etwa 500 m. Der niedrigste Punkt liegt bei Karlshof östlich von Wallersdorf mit 324 m ü. NHN, der höchste ist mit 508 m ü. NHN der Weinberg bei Wachlkofen, Markt Frontenhausen, im Südwesten des Landkreises.
Der geografische Mittelpunkt des Landkreises wurde zwischen den Orten Mamming und Bubach ermittelt.

### Nachbarlandkreise
Nachbarlandkreise sind im Norden der Landkreis Straubing-Bogen, im Osten der Landkreis Deggendorf, im Süden der Landkreis Rottal-Inn und im Westen der Landkreis Landshut.

## Geschichte

### Landgerichte
Das Gebiet des heutigen Landkreises Dingolfing-Landau gehörte schon früh zu Bayern. 1803 wurde im Kreisgebiet das Landgericht Landau an der Isar errichtet, das ab 1808 zum Unterdonaukreis gehörte. Aus Teilen seines Gebiets wurden 1838 die Landgerichte Dingolfing und Osterhofen errichtet. Alle Landgerichte gehörten dann zum Kreis Niederbayern.

### Bezirksämter
Im Jahr 1862 entstanden im Zuge der Trennung von Justiz und Verwaltung auf unterer Ebene die Bezirksämter Dingolfing und Landau neben den bisherigen gleichnamigen Landgerichtsbezirken, wobei das Landgericht Dingolfing einige Gemeinden abgab, die fortan den Gerichtsbezirk Arnstorf bildeten, der dem Bezirksamt Eggenfelden zugeordnet wurde. Dabei ist zu beachten, dass „Bezirksamt“ in der bayerischen Verwaltungssprache dem heutigen Landratsamt entsprach, während „Kreis“ wie der heutige Regierungsbezirk die mittlere Verwaltungsebene war. Das Gebiet Osterhofen kam seinerzeit zum Bezirksamt Vilshofen.

### Landkreise
Am 1. Januar 1939 wurde wie überall im Deutschen Reich die Bezeichnung Landkreis eingeführt. So wurden aus den Bezirksämtern die Landkreise Dingolfing und Landau a.d.Isar.

### Landkreis Dingolfing-Landau
Im Zuge der Gebietsreform in Bayern wurde am 1. Juli 1972 der neue Landkreis Untere Isar gebildet. Zu seinen Bestandteilen wurden
- alle Gemeinden des aufgelösten Landkreises Dingolfing
- alle Gemeinden des aufgelösten Landkreises Landau an der Isar mit Ausnahme von Lailling, das heute zur Gemeinde Otzing im Landkreis Deggendorf gehört
- der Markt Simbach sowie die Gemeinden Langgraben, Pischelsdorf und Ruhstorf des aufgelösten Landkreises Eggenfelden
- die Gemeinden  Martinsbuch, Mühlhausen und Süßkofen des aufgelösten Landkreises Mallersdorf
- die Gemeinden Frontenhausen und Rampoldstetten des aufgelösten Landkreises Vilsbiburg

Der neue Landkreis wurde am 1. Mai 1973 in Landkreis Dingolfing-Landau umbenannt. Diese Bezeichnung war bereits eingeführt und bekannt, da die nahezu flächengleiche Verwaltungseinheit der NSDAP diesen Namen bereits bis 1945 trug.
Am 1. Mai 1978 wechselte die Gemeinde Großenpinning aus dem Landkreis Dingolfing-Landau in den Landkreis Straubing-Bogen und wurde dort nach Oberschneiding eingemeindet.

### Einwohnerentwicklung

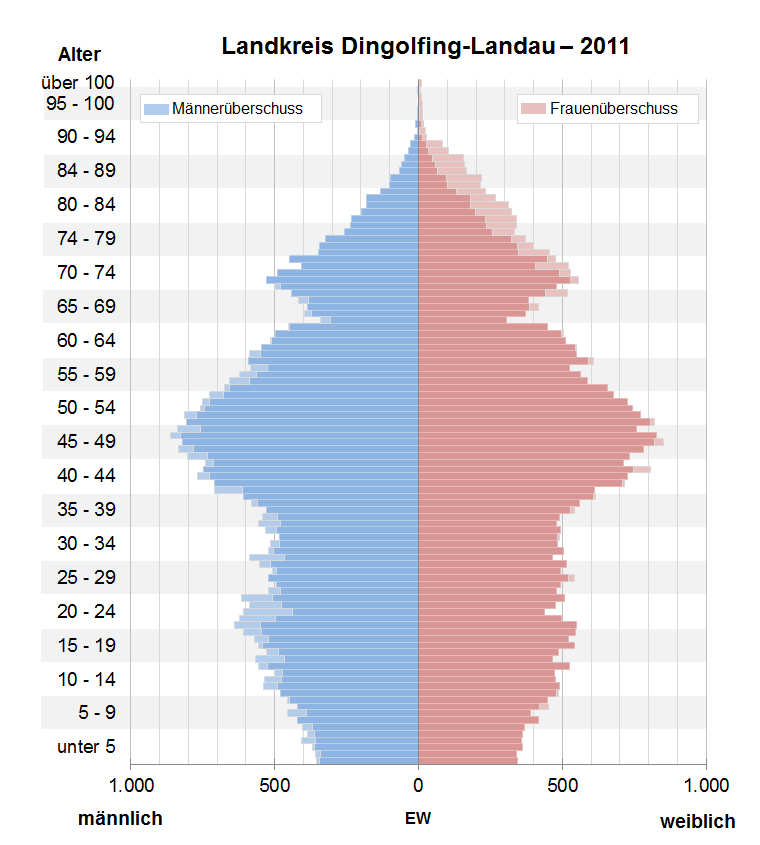
Bevölkerungspyramide für den Kreis Dingolfing-Landau (Datenquelle: Zensus 2011.)

Von 1988 bis 2008 wuchs der Landkreis Dingolfing-Landau um über 15.000 Einwohner bzw. um rund 20 %. Allerdings war die Tendenz nach 2004 nach einem vorläufigen Höchststand von rund 92.000 Einwohnern leicht rückläufig, bevor die Einwohnerzahl wieder anstieg.
Im Zeitraum 1988 bis 2018 wuchs der Landkreis von 76096 auf 96217 um 20121 Einwohner bzw. um 26,4 % – nach den Landkreisen Landshut und Kelheim der Landkreis mit dem drittstärksten prozentualen Wachstum im genannten Zeitraum in Niederbayern. In 7 der 15 Gemeinden stieg die Bevölkerung um mehr als 30 %.
Die nachfolgenden Zahlen beziehen sich auf den Gebietsstand vom 25. Mai 1987:
| Bevölkerungsentwicklung | Bevölkerungsentwicklung | Bevölkerungsentwicklung | Bevölkerungsentwicklung | Bevölkerungsentwicklung | Bevölkerungsentwicklung | Bevölkerungsentwicklung | Bevölkerungsentwicklung | Bevölkerungsentwicklung | Bevölkerungsentwicklung | Bevölkerungsentwicklung | Bevölkerungsentwicklung | Bevölkerungsentwicklung | Bevölkerungsentwicklung | Bevölkerungsentwicklung | Bevölkerungsentwicklung | Bevölkerungsentwicklung |
| ----------------------- | ----------------------- | ----------------------- | ----------------------- | ----------------------- | ----------------------- | ----------------------- | ----------------------- | ----------------------- | ----------------------- | ----------------------- | ----------------------- | ----------------------- | ----------------------- | ----------------------- | ----------------------- | ----------------------- |
| Jahr                    | 1840                    | 1871                    | 1900                    | 1925                    | 1939                    | 1950                    | 1961                    | 1970                    | 1987                    | 1991                    | 1995                    | 2000                    | 2005                    | 2010                    | 2015                    | 2020                    |
| Einwohner               | 40.921                  | 46.858                  | 50.073                  | 54.921                  | 55.310                  | 80.098                  | 70.939                  | 72.063                  | 75.517                  | 80.945                  | 86.589                  | 90.562                  | 91.906                  | 91.011                  | 94.104                  | 97.244                  |

## Politik

### Kreistag

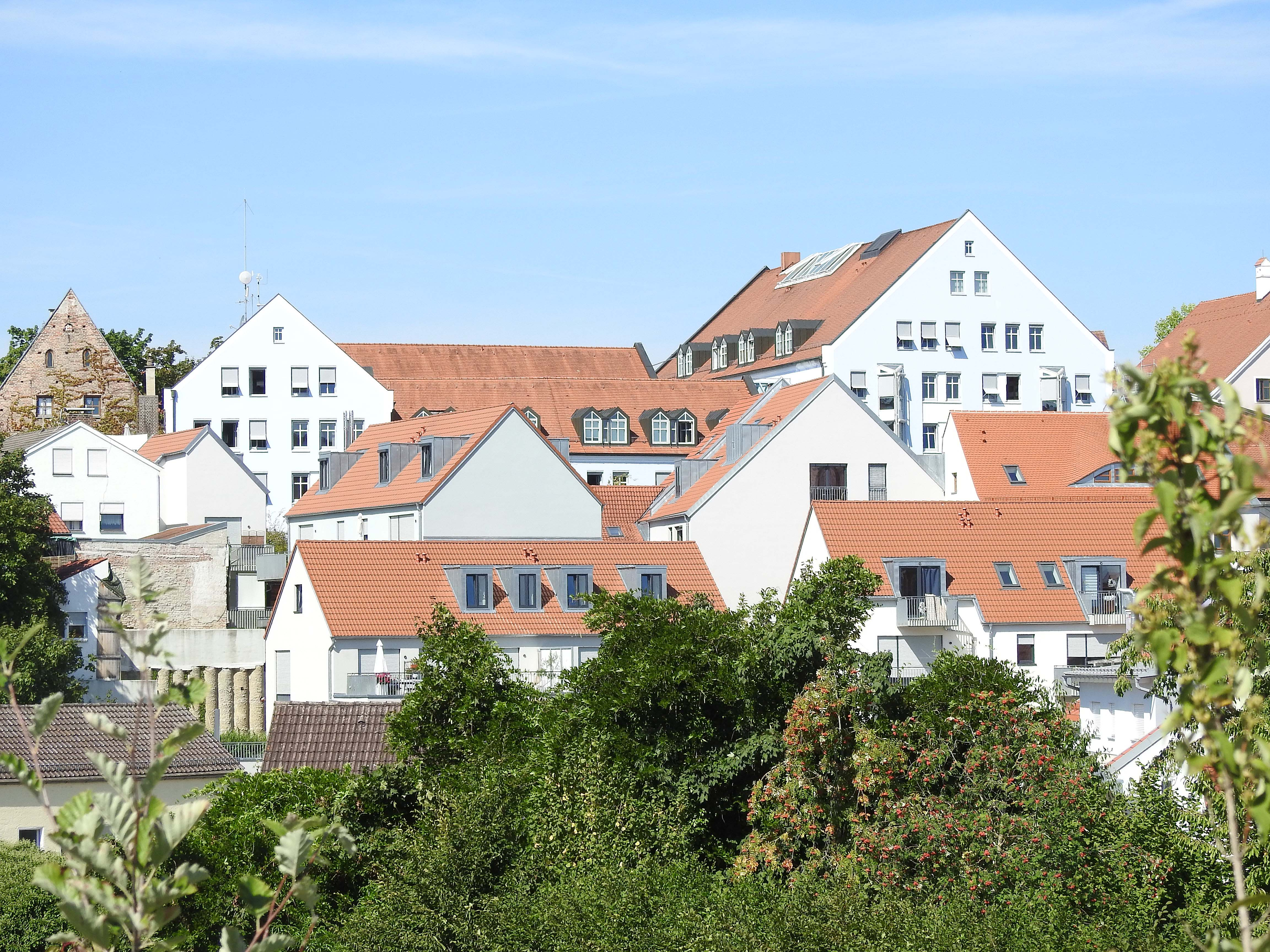
Dingolfing - Obere Stadt mit dem Landratsamt im Hintergrund

Die beiden vergangenen Wahlen zum Kreistag führten zu folgenden Sitzverteilungen:
| Kreistagswahl 2020Wahlbeteiligung: 58,9 % (+4,7 %) %403020100 31,016,711,47,176,55,64,92,8n. k. CSUFWSPDAfDJBLeÖDPGrünePRO DLhFJWiFDPREPGewinne und Verlusteim Vergleich zu 2014 %p 8 6 4 2 0 −2 −4 −6 −8−7,1−0,6−7,3+7,1−1,9−2,3+3,0+5,6+4,9+0,2−1,6CSUFWSPDAfDJBLÖDPGrünePRO DLFJWFDPREPAnmerkungen:e Liste „Junge Bürger“h PRO Dingolfing-Landaui Freie Junge Wähler | Sitzverteilung im Kreistag Dingolfing-Landau seit 2020Insgesamt 60 Sitze - SPD: 7 - Grüne: 4 - ÖDP: 4 - PRO DL: 3 - FJW: 3 - FW: 10 - JBL: 4 - FDP: 2 - CSU: 19 - AfD: 4 |

| Parteien und Wählergemeinschaften | Parteien und Wählergemeinschaften             | 2020   | 2020   | 2014   | 2014   | 2008   | 2008   | 2002   | 2002   | 1996   | 1996   |
| Parteien und Wählergemeinschaften | Parteien und Wählergemeinschaften             | %      | Sitze  | %      | Sitze  | %      | Sitze  | %      | Sitze  | %      | Sitze  |
| CSU                               | Christlich-Soziale Union in Bayern            | 31,0   | 19     | 38,1   | 23     | 37,8   | 24     | 43,9   | 28     | 40,8   | 25     |
| FW                                | Freie Wähler Bayern                           | 16,7   | 10     | 17,3   | 10     | 16,4   | 10     | 13,9   | 8      | 12,8   | 7      |
| SPD                               | SPD Bayern                                    | 11,4   | 7      | 18,7   | 11     | 22,1   | 13     | 23,0   | 14     | 24,3   | 15     |
| AfD                               | AfD Bayern                                    | 7,1    | 4      | –      | –      | –      | –      | –      | –      | –      | –      |
| JBL                               | Liste „Junge Bürger“                          | 7,0    | 4      | 8,9    | 5      | 7,4    | 4      | 7,3    | 4      | 6,4    | 4      |
| ÖDP/AB                            | Ökologisch–Demokratische Partei/Aktive Bürger | 7,0    | 4      | 9,3    | 6      | 9,6    | 6      | 7,9    | 5      | 6,7    | 4      |
| Grüne                             | Grüne Bayern                                  | 6,5    | 4      | 3,5    | 2      | –      | –      | –      | –      | 4,9    | 3      |
| PRO DL                            | PRO Dingolfing–Landau                         | 5,6    | 3      | –      | –      | –      | –      | –      | –      | –      | –      |
| FJW                               | Freie Junge Wähler                            | 4,9    | 3      | –      | –      | –      | –      | –      | –      | –      | –      |
| FDP                               | FDP Bayern                                    | 2,8    | 2      | 2,6    | 2      | 2,7    | 1      | –      | –      | 1,6    | 1      |
| REP                               | Die Republikaner                              | –      | –      | 1,6    | 1      | 3,8    | 2      | 2,5    | 1      | 2,6    | 1      |
| gesamt                            | gesamt                                        | 100,0  | 60     | 100,0  | 60     | 99,8   | 60     | 98,5   | 60     | 100,1  | 60     |
| Wahlbeteiligung                   | Wahlbeteiligung                               | 58,9 % | 58,9 % | 54,2 % | 54,2 % | 63,0 % | 63,0 % | 67,0 % | 67,0 % | 73,0 % | 73,0 % |

### Landrat
Werner Bumeder (CSU) ist seit dem 1. Mai 2020 Landrat des Kreises.
Stellvertretender Landrat ist Franz Gassner (CSU), Bürgermeister von Frontenhausen. Weitere Stellvertreterin ist Manuela Wällischmiller (Freie Wähler).
Bumeder wurde in der Landratswahl am 15. März 2020 mit 69,1 Prozent der gültigen Stimmen als Nachfolger von Heinrich Trapp (SPD) zum Landrat gewählt. Trapp war seit dem 22. Juni 1991 Landrat und konnte aufgrund der Altersgrenze im bayerischen Wahlrecht nicht mehr kandidieren.
| Name              | Partei | Jahr(e)   |
| ----------------- | ------ | --------- |
| Fritz Ettengruber | CSU    | 1972–1991 |
| Heinrich Trapp    | SPD    | 1991–2020 |
| Werner Bumeder    | CSU    | seit 2020 |

### Wappen
(Siehe auch: Liste der Wappen im Landkreis Dingolfing-Landau)
| | Blasonierung: „Unter Schildhaupt mit den bayerischen Rauten gespalten; vorne in Rot ein silberner Löwe, der auf einem silbernen Seitenvierberg emporsteigt, hinten im Kerbschnitt dreimal geteilt von Rot und Silber.“ |
| Wappenbegründung: Das Wappen verbindet Elemente aus den Wappen der früheren Landkreise Dingolfing und Landau an der Isar. Der Löwe auf dem Seitenvierberg steht für den Landauer Raum. Er ist redendes Bild aus dem Wappen der Grafen von Leonberg, die im Gebiet zwischen Isar und Inn großen Einfluss hatten. Die mehrfache Teilung im Kerbschnitt entspricht dem apokryphen Schildbild der Grafen von Frontenhausen, die bis zu ihrem Aussterben um 1226 den Dingolfinger Raum beherrschten. Die bayerischen Rauten erinnern an das Haus Wittelsbach. | |

### Landkreispartnerschaften
- Łomża, Polen; seit 1999[12]

## Wirtschaft und Infrastruktur

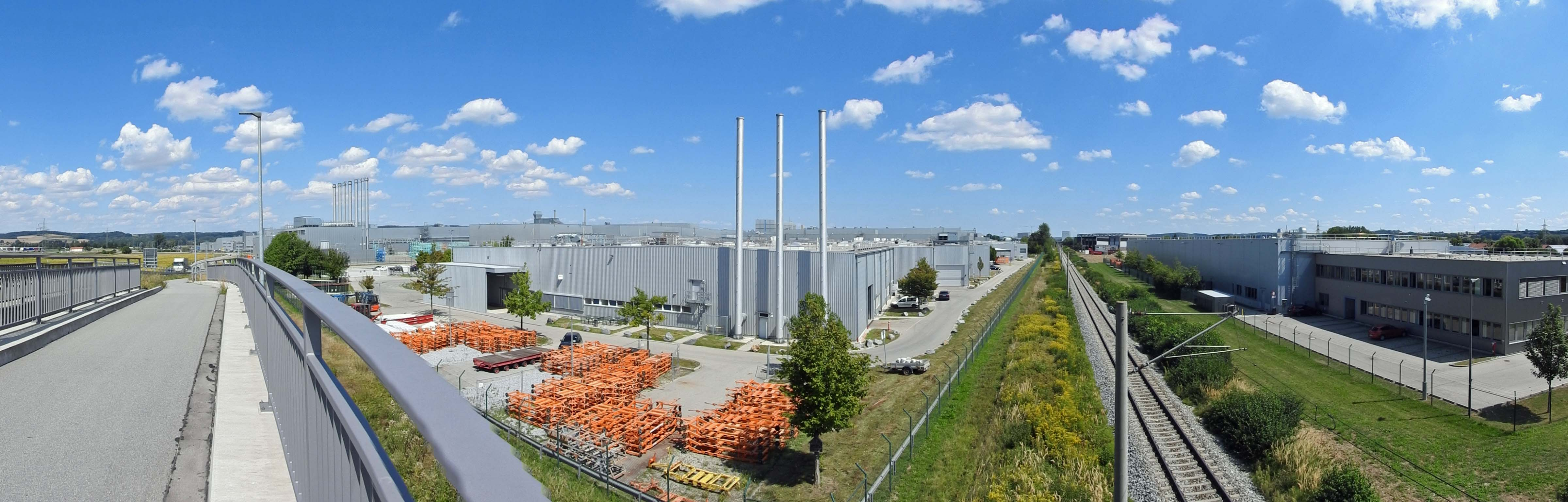
BMW-Werk Dingolfing - Teilansicht von Westen

Im Zukunftsatlas 2016 belegte der Landkreis Platz 42 von 402 Landkreisen, Kommunalverbänden und kreisfreien Städten in Deutschland und zählt damit zu den Regionen mit „sehr hohen Zukunftschancen“. In der Ausgabe von 2019 lag er auf Platz 95 von 401.
Das mit Abstand größte Unternehmen im Landkreis ist das Dingolfinger Werk der BMW AG mit 17.000 Mitarbeitern. BMW hat weitere Standorte in Kronwieden (Teilelager), Wallersdorf (Logistikzentrum), Niederviehbach (Komponenten) und Unterhollerau (Karosseriebau).
Im Landkreis sind einige Zulieferer der Automobilindustrie aktiv: Dräxlmeier (Batteriemodule, in Landau), Mann+Hummel (Filter, in Marklkofen), SAR (Produktautomation, in Dingolfing) und Brandl (Lackierung, in Mamming).
Ein weiterer großer Arbeitgeber ist der Werkzeug-Hersteller Einhell in Landau an der Isar.
Von Bedeutung ist die Nahrungsmittelindustrie, insbesondere die Verarbeitung von Gemüse. Es gibt Werke von Develey (Dingolfing), Maidl Gemüse (Wannersdorf), Fischer Konserven (Falterhaid) und Mamminger Konserven. Der Landkreis ist Standort mehrerer Brauereien, u. a. der Gräflichen Brauerei Arco-Valley in Adldorf und der Brauerei Egerer in Großköllnbach.
Weitere mittelständische Unternehmen: Die Ziegelei Girnghuber in Marklkofen, Horsch Leeb (Feldspritzen) in Landau, Unterholzner Photovoltaik in Gindlkofen, Staudinger Automatisierungstechnik in Kronwieden, Sano (Futtermittel) in Grafenwald und Ortmaier Druck in Frontenhausen.

## Verkehr

### Schienenverkehr
Die frühere Kreisstadt Landau erhielt 1875 durch die AG der Bayerischen Ostbahnen ihren ersten Bahnhof an der Strecke Plattling – Neumarkt-St. Veit – Mühldorf. Im benachbarten Pilsting ließ die Bayerische Staatsbahn ab 1880 die Linie isaraufwärts nach Landshut – München abzweigen. Sie ist Teil der Bahnstrecke Landshut–Plattling. Bereits am 15. Oktober 1875 war die Strecke zwischen dem Bahnhof Plattling und Pilsting eröffnet worden, unter anderem mit dem Bahnhof Landau (Isar); am 15. Mai 1880 ging der Streckenabschnitt von Pilsting über Dingolfing zum Hauptbahnhof Landshut in Betrieb.
Von Landau nahm 1903 die staatliche Lokalbahn nach Arnstorf ihren Ausgang mit einer 1915 eröffneten Zweigbahn nach Kröhstorf. Beide Bahnen verloren 1962/64 den Personenverkehr; ebenso 1969/70 auch der Abschnitt Pilsting – Neumarkt-St. Veit an der Bahnstrecke Mühldorf–Pilsting. Damit schrumpfte das Netz der Personenzüge von 95 km auf jetzt noch 36 km; diese halten nur noch in den drei Bahnhöfen Dingolfing, Landau und Wallersdorf im Kreisgebiet.

### Straßenverkehr
Durch den Landkreis von Südwest nach Nordost die Bundesautobahn 92, die von München kommend nach Deggendorf (Bundesautobahn 3) führt. Die Bundesstraße 20 (Straubing–Burghausen) verläuft nahezu in Nord-Süd-Richtung durch den Landkreis mit Anbindung an die A 92 und an Landau.

## Gemeinden
(Einwohner am 31. Dezember 2024)
| Städte 1. Dingolfing (20.749) 2. Landau a.d.Isar (14.801) Märkte 1. Eichendorf (6651) 2. Frontenhausen (4821) 3. Pilsting (7158) 4. Reisbach (7719) 5. Simbach (4197) 6. Wallersdorf (7246) | Weitere Gemeinden 1. Gottfrieding (2629) 2. Loiching (3814) 3. Mamming (3391) 4. Marklkofen (3813) 5. Mengkofen (6065) 6. Moosthenning (5290) 7. Niederviehbach (2691) Verwaltungsgemeinschaft 1. Mamming mit den Mitgliedsgemeinden Gottfrieding und Mamming |

## Schutzgebiete
Im Landkreis gibt es sechs Naturschutzgebiete, ein Landschaftsschutzgebiet, acht FFH-Gebiete und mindestens elf vom Bayerischen Landesamt für Umwelt ausgewiesene Geotope (Stand April 2016).
Siehe auch:
- Liste der Naturschutzgebiete im Landkreis Dingolfing-Landau
- Liste der Landschaftsschutzgebiete im Landkreis Dingolfing-Landau
- Liste der FFH-Gebiete im Landkreis Dingolfing-Landau

## Kfz-Kennzeichen
Am 2. Mai 1973 wurde dem Landkreis das seit dem 1. Juli 1956 für den Landkreis Dingolfing gültige Unterscheidungszeichen DGF zugewiesen. Es wird durchgängig bis heute ausgegeben. Seit dem 1. März 2017 ist zusätzlich LAN (Landau a.d. Isar) erhältlich.